# 萨尔费特省
萨尔费特省（阿拉伯语：محافظة سلفيت）為巴勒斯坦國16個行政區劃之一，位於約旦河西岸地區西部，北部與蓋勒吉利耶省相鄰，東側接納布盧斯省，西邊則與以色列接壤，首府為薩爾費特，根據巴勒斯坦中央統計局統計，萨尔费特省於2006年人口為64,129人。